# Portal do Tempo
Portal do Tempo é uma série infanto-juvenil exibida pela TVI entre 24 de março de 2013 e 17 de dezembro de 2017. A série é exibida nas manhãs de domingo e é baseada nos livros Portal do Tempo de Sara Rodi e Vera Sacramento. Em 2014, a série voltou à grelha de programação do canal, mas a sua exibição foi novamente interrompida. Em 2016, volta a ser exibida na TVI e termina uma ano depois, em 17 de dezembro de 2017.

## Sinopse
Aos treze anos, Jaime recebe de herança do avô um relógio antigo que lhe permite viajar no tempo.
A princípio o jovem não percebe as potencialidades do velho objeto, que lhe parece inútil... mas quando é transportado para o futuro, tudo se altera. Depois de confidenciar o segredo a Laura e Daniel, seus companheiros inseparáveis, os três irão iniciar uma série de aventuras fantásticas que vão mudar para sempre as suas vidas.

## Elenco

### Elenco Principal
- António Pedro Cerdeira - Gustavo Menezes Falcão
- Beatriz Costa - Inês
- Filipa Louceiro - Laura Falcão
- Henriqueta Maya - Maria das Dores
- João Arrais - Jaime Falcão
- João Perry - Octávio Falcão
- Mané Ribeiro - Tia Constança
- Marcantónio Del Carlo - Nuno Falcão
- Sofia Grillo - Joana Falcão
- Tiago Delfino - Daniel Serra
- Victor Emanuel - Tio Eduardo

### Elenco Adicional
- António Sid - Advogado
- Constança Sardinha - Modelo
- Eduardo Martins - Motorista
- Madalena Chaves - Mafalda
- Mário Coelho - Aluno
- Paulo Galvão - Speaker
- Pedro Amaro - Duplo de Jaime
- Rita Figueiredo - Pivot TVI
- Santiago Silva - Ricardo
- Sofia Fonseca - Aluna
- Vânia Silva - Jornalista
- António Teixeira - Aluno
- Duarte Teixeira - Aluno